# Lo sguardo che uccide (film 1946)
Lo sguardo che uccide è un film del 1946, diretto dal regista Lew Landers.

## Trama
Diijon, un vecchio mago annoiato, rinuncia al numero sullo studio dei poteri della mente. Sua moglie, una volta indipendente, adesso ha difficoltà  a pagare i conti. Ella quindi spinge il  suo cocciuto vecchio marito a riprendere l'attività di mago, nella quale era considerato grande. Dapprima rifiuta poi, con riluttanza,  accetta ad eseguire un numero di ipnotismo in un night club su insistenza della moglie Victoria. Il numero non riesce e DiiJon è sbeffeggiato dietro le quinte. Egli è convinto che ciò sia opera dell'ex amante di Victoria.
In seguito Diijion scopre che egli ha davvero il potere del controllo della mente ed inizia a prendersi la rivincita sulla gente che lo faceva sembrare un folle. Egli ipnotizza la sua giovane moglie per farle uccidere l'ex amante. Sfortunatamente per Diijon, tutto andrà terribilmente per il peggio.
Il film si apre con una scena memorabile, descrivendo una donna che sta per essere decapitata con una ghigliottina, che poi si rivela essere invece un uomo.